# Синтика (дем)
 Тази статия е за административната единица.  За античната област, на която тя е кръстена, вижте Синтика.  
Синтика (на гръцки: Δήμος Σιντικής, Димос Синдикис) е дем в област Централна Македония на Република Гърция. Център на дема е град Валовища (Демир Хисар, на гръцки Сидирокастро).

## Селища
Дем Синтика е създаден на 1 януари 2011 година след обединение на четири стари административни единици – демите Беласица (Керкини), Валовища (Сидирокастро), Петрич (Петрици) и общините Драготин (Промахонас), Крушево (Ахладохори) и Сенгелово (Ангистро) по закона Каликратис. Демът на практика е наследник на бившата епархия Синтика в ном Сяр съществувала до примането на закона Каподистрияс в 1997 година и в общи линии на Демирхисарската каза на Серския санджак на Османската империя.

### Демова единица Беласица
Според преброяването от 2001 година дем Беласица (Δήμος Κερκίνης) с център в Гара Порой има население от 10 037 души. В дема влизат следните демови секции и населени места:
- Демова секция Гара Порой

- село Гара Порой (Ροδόπολη, Родополи)
- село Радила (Οδηγήτρια, Одигитрия)

- Демова секция Анатолу

- село Анатолу (Ανατολή, Анатоли)
- село Соколово (Παραπόταμος, Парапотамос)
- село Тодорово (Θεοδώρειο, Теодорио)

- Демова секция Бутково

- село Бутково (Κερκίνη, Керкини)
- село Дели Хасан (Μοναστηράκι, Монастираки)
- село Кюлахли (Кюлехли, Кюлекли, Κορυφούδι, Корифуди)
- село Старошево (Ставрово, Σταυροδρόμι, Ставродроми)

- Демова секция Бутковска Джумая

- село Бутковска Джумая (Джумая махала, Λιβαδιά, Ливадия)

- Демова секция Горни Порой

- село Горни Порой (Άνω Πορόια, Ано Пороя)

- Демова секция Долни Порой

- село Долни Порой (Κάτω Πορόια, Като Пороя)
- село Кеседжи чифлик (Σιδηροχώρι, Сидирохори)

- Демова секция Мътница

- село Мътница (Μακρινίτσα, Макриница)

- Демова секция Неохори

- село Неохори (Νεοχώρι)

- Демова секция Палмеш

- село Палмеш (на гръцки Καστανούσσα, Кастануса)
- село Глобощица (Глибовица, Глибовци, Καλοχώρι, Калохори)

- Демова секция Шугово

- село Шугово (Πλατανάκια, Платанакия)

### Демова единица Валовища
Според преброяването от 2001 година дем Валовища (Δήμος Σιδηροκάστρου) има население от 10 598 души. В дема влизат следните демови секции и населени места:
- Демова секция Валовища

- град Валовища (Σιδηρόκαστρο, Сидирокастро)
- село Герман (Σχιστόλιθος, Схистолитос)
- село Елешница (Φαιά Πέτρα, Феа Петра)
- село Инанли (Κάτω Αμπέλα, Като Амбела)
- село Валовищки бани (Λουτρά)
- село Пулево (Θερμοπηγή, Термопиги)
- Гара Валовища (Σταθμός)

- Демова секция Камарето

- село Камарето (Καμαρωτό, Камарото)

- Демова секция Латрово

- село Латрово (Χορτερό, Хортеро)

- Демова секция Радово

- село Радово (Χαροπό, Харопо)

- Демова секция Савяк

- село Савяк (Βαμβακόφυτο, Вамвакофито)

- Демова секция Чифлиджик

- село Чифлиджик (Στρυμονοχώρι, Стримонохори)

### Демова единица Драготин
Според преброяването от 2001 година община Драготин (Κοινότητα Προμαχώνος) има 252 жители и в нея влиза само едно селище – Драготин (Προμαχώνας, Промахонас).
На територията на общината са и заличените села Райковци (Καπνότοπος, Капнотопос) и Рупел (Κλειδί, Клиди).

### Демова единица Крушево
Според преброяването от 2001 година община Крушево (Κοινότητα Αχλαδοχωρίου) с център в Крушево (Ахладохори) има 1208 жители. Общината обхваща три села разположена в котловина в долината на Крушевската река (Крусовитис), затворена между планините Славянка (Орвилос) от север и Шарлия (Ори Врондус) от юг.
- Демова секция Крушево

- село Крушево (Αχλαδοχώρι, Ахладохори)
- село Кърчово (Καρυδοχώρι, Каридохори)

- Демова секция Цървища

- село Цървища (Καπνόφυτο, Капнофито)

### Демова единица Петрич
Според преброяването от 2001 година дем Петрич (Δήμος Πετριτσίου) има население от 5877 души. В дема влизат следните демови секции и населени места:
- Демова секция Ветрен

- село Ветрен (Νέο Πετρίτσι, Нео Петрици)

- Демова секция Голема махала

- село Голема махала (или Буюк махле, Μεγαλοχώρι, Мегалохори)

- Демова секция Дервент

- село Дервент (Ακριτοχώρι, Акритохори)
- село Турчели (Θρακικό, Тракико)

- Демова секция Мандраджик

- село Мандраджик (Μανδράκι, Мандраки)

- Демова секция Мръсна

- село Мръсна (Γόνιμο, Гонимо)

- Демова секция Хаджи бейлик

- село Хаджи бейлик (Βυρώνεια, Вирония)
- село Горно Хаджи бейлик (Άνω Βυρώνεια, Ано Вирония)
- село Рамна (Ομαλό, Омало)

На територията на дема е и село Обая (Агриолевка), заличено в 1960 година.

### Демова единица Сенгелово
Според преброяването от 2001 година община Сенгелово (Κοινότητα Αγκίστρου) има 410 жители и в нея влиза само едно селище – Сенгелово (Άγκιστρο, Ангистро).
На територията на общината са и заличените села Вранково (Κάτω Καρυδιά, Като Каридия), Лехово (Κρασοχώρι, Красохори), Трънка (Δαμάσκηνο, Дамаскино) и Ходжово (Άνω Καρυδιά, Ано Каридия).